# Spiel ohne Grenzen 1992
Bei der 23. Ausgabe von Spiel ohne Grenzen spielten 1992 drei neue Länder mit. San Marino war nach drei Jahren wieder ausgestiegen. Nach 10 Jahren kehrte die Schweiz zurück. Sie war schon bei der ersten Staffel von 1967 bis 1982 dabei. Dazu kam die Tschechoslowakei und als erstes nicht europäisches Land Tunesien. Für die Afrikaner war es auch das einzige Mal. 6 letzte Plätze in den Vorrunden und auch der letzte Platz beim Finale waren eine große Enttäuschung.

## 1. Runde Casale Monferrato, Italien
| Platz | Land | Stadt                     | Punkte | Bemerkung |
| ----- | ---- | ------------------------- | ------ | --- |
| 1     | CZ   | Prag                      | 63     | Die erste Runde wurde am 28. Juni 1992 in Casale Monferrato gespielt. Das Thema war Kino. Die Moderatoren Ettore Andenna und Maria Teresa Ruta. Knapp gewonnen hat die Mannschaft aus Prag. La Chaux-de-Fonds aus der Schweiz und Cahours aus Frankreich teilten sich den zweiten Platz. La Chaux-de-Fonds hatte 1972 das Finale gewonnen. Die tunesische Mannschaft wurde abgeschlagen Letzter. |
| 2     | CH   | La Chaux-de-Fonds         | 60     | Die erste Runde wurde am 28. Juni 1992 in Casale Monferrato gespielt. Das Thema war Kino. Die Moderatoren Ettore Andenna und Maria Teresa Ruta. Knapp gewonnen hat die Mannschaft aus Prag. La Chaux-de-Fonds aus der Schweiz und Cahours aus Frankreich teilten sich den zweiten Platz. La Chaux-de-Fonds hatte 1972 das Finale gewonnen. Die tunesische Mannschaft wurde abgeschlagen Letzter. |
|       | F    | Cahors                    | 60     | Die erste Runde wurde am 28. Juni 1992 in Casale Monferrato gespielt. Das Thema war Kino. Die Moderatoren Ettore Andenna und Maria Teresa Ruta. Knapp gewonnen hat die Mannschaft aus Prag. La Chaux-de-Fonds aus der Schweiz und Cahours aus Frankreich teilten sich den zweiten Platz. La Chaux-de-Fonds hatte 1972 das Finale gewonnen. Die tunesische Mannschaft wurde abgeschlagen Letzter. |
| 4     | E    | Macael                    | 55     | Die erste Runde wurde am 28. Juni 1992 in Casale Monferrato gespielt. Das Thema war Kino. Die Moderatoren Ettore Andenna und Maria Teresa Ruta. Knapp gewonnen hat die Mannschaft aus Prag. La Chaux-de-Fonds aus der Schweiz und Cahours aus Frankreich teilten sich den zweiten Platz. La Chaux-de-Fonds hatte 1972 das Finale gewonnen. Die tunesische Mannschaft wurde abgeschlagen Letzter. |
| 5     | GB   | Carmarthen                | 51     | Die erste Runde wurde am 28. Juni 1992 in Casale Monferrato gespielt. Das Thema war Kino. Die Moderatoren Ettore Andenna und Maria Teresa Ruta. Knapp gewonnen hat die Mannschaft aus Prag. La Chaux-de-Fonds aus der Schweiz und Cahours aus Frankreich teilten sich den zweiten Platz. La Chaux-de-Fonds hatte 1972 das Finale gewonnen. Die tunesische Mannschaft wurde abgeschlagen Letzter. |
| 6     | I    | Riccò del Golfo di Spezia | 43     | Die erste Runde wurde am 28. Juni 1992 in Casale Monferrato gespielt. Das Thema war Kino. Die Moderatoren Ettore Andenna und Maria Teresa Ruta. Knapp gewonnen hat die Mannschaft aus Prag. La Chaux-de-Fonds aus der Schweiz und Cahours aus Frankreich teilten sich den zweiten Platz. La Chaux-de-Fonds hatte 1972 das Finale gewonnen. Die tunesische Mannschaft wurde abgeschlagen Letzter. |
|       | P    | Chaves                    | 43     | Die erste Runde wurde am 28. Juni 1992 in Casale Monferrato gespielt. Das Thema war Kino. Die Moderatoren Ettore Andenna und Maria Teresa Ruta. Knapp gewonnen hat die Mannschaft aus Prag. La Chaux-de-Fonds aus der Schweiz und Cahours aus Frankreich teilten sich den zweiten Platz. La Chaux-de-Fonds hatte 1972 das Finale gewonnen. Die tunesische Mannschaft wurde abgeschlagen Letzter. |
| 8     | TU   | Kairouan                  | 29     | Die erste Runde wurde am 28. Juni 1992 in Casale Monferrato gespielt. Das Thema war Kino. Die Moderatoren Ettore Andenna und Maria Teresa Ruta. Knapp gewonnen hat die Mannschaft aus Prag. La Chaux-de-Fonds aus der Schweiz und Cahours aus Frankreich teilten sich den zweiten Platz. La Chaux-de-Fonds hatte 1972 das Finale gewonnen. Die tunesische Mannschaft wurde abgeschlagen Letzter. |

## 2. Runde Lissabon, Portugal
| Platz | Land | Stadt            | Punkte | Bemerkung |
| ----- | ---- | ---------------- | ------ | --- |
| 1     | F    | Le Havre         | 66     | Die zweite Runde wurde am 11. Juli 1992 ausgetragen. Diesmal in der portugiesischen Hauptstadt Lissabon. Die Moderatoren waren Eládio Clímaco und Ana do Carmo. Das Them war die Orient Route der Entdecker. Die Spiele hatten Namen wie Indien, Kap der Guten Hoffnung oder Goldladung. Die Franzosen aus Le Havre holten sich den Sieg. |
| 2     | P    | Azoren           | 63     | Die zweite Runde wurde am 11. Juli 1992 ausgetragen. Diesmal in der portugiesischen Hauptstadt Lissabon. Die Moderatoren waren Eládio Clímaco und Ana do Carmo. Das Them war die Orient Route der Entdecker. Die Spiele hatten Namen wie Indien, Kap der Guten Hoffnung oder Goldladung. Die Franzosen aus Le Havre holten sich den Sieg. |
| 3     | I    | Varazze          | 62     | Die zweite Runde wurde am 11. Juli 1992 ausgetragen. Diesmal in der portugiesischen Hauptstadt Lissabon. Die Moderatoren waren Eládio Clímaco und Ana do Carmo. Das Them war die Orient Route der Entdecker. Die Spiele hatten Namen wie Indien, Kap der Guten Hoffnung oder Goldladung. Die Franzosen aus Le Havre holten sich den Sieg. |
| 4     | E    | Lérida           | 51     | Die zweite Runde wurde am 11. Juli 1992 ausgetragen. Diesmal in der portugiesischen Hauptstadt Lissabon. Die Moderatoren waren Eládio Clímaco und Ana do Carmo. Das Them war die Orient Route der Entdecker. Die Spiele hatten Namen wie Indien, Kap der Guten Hoffnung oder Goldladung. Die Franzosen aus Le Havre holten sich den Sieg. |
| 5     | CH   | Estavayer-le-Lac | 48     | Die zweite Runde wurde am 11. Juli 1992 ausgetragen. Diesmal in der portugiesischen Hauptstadt Lissabon. Die Moderatoren waren Eládio Clímaco und Ana do Carmo. Das Them war die Orient Route der Entdecker. Die Spiele hatten Namen wie Indien, Kap der Guten Hoffnung oder Goldladung. Die Franzosen aus Le Havre holten sich den Sieg. |
| 6     | CZ   | Poděbrady        | 46     | Die zweite Runde wurde am 11. Juli 1992 ausgetragen. Diesmal in der portugiesischen Hauptstadt Lissabon. Die Moderatoren waren Eládio Clímaco und Ana do Carmo. Das Them war die Orient Route der Entdecker. Die Spiele hatten Namen wie Indien, Kap der Guten Hoffnung oder Goldladung. Die Franzosen aus Le Havre holten sich den Sieg. |
| 7     | TU   | Sidi Bou Said    | 37     | Die zweite Runde wurde am 11. Juli 1992 ausgetragen. Diesmal in der portugiesischen Hauptstadt Lissabon. Die Moderatoren waren Eládio Clímaco und Ana do Carmo. Das Them war die Orient Route der Entdecker. Die Spiele hatten Namen wie Indien, Kap der Guten Hoffnung oder Goldladung. Die Franzosen aus Le Havre holten sich den Sieg. |
| 8     | GB   | Yr Wyddgrug      | 30     | Die zweite Runde wurde am 11. Juli 1992 ausgetragen. Diesmal in der portugiesischen Hauptstadt Lissabon. Die Moderatoren waren Eládio Clímaco und Ana do Carmo. Das Them war die Orient Route der Entdecker. Die Spiele hatten Namen wie Indien, Kap der Guten Hoffnung oder Goldladung. Die Franzosen aus Le Havre holten sich den Sieg. |

## 3. Runde Alfortville, Paris, Frankreich
| Platz | Land | Stadt          | Punkte | Bemerkung |
| ----- | ---- | -------------- | ------ | --- |
| 1     | CH   | La Côte        | 72     | Am 18. Juli 1992 fand in Alfortville statt. Georges Beller und Daniela Lumbroso führten durch die Spiele zu Thema: Die Fabeln von La Fontaine. Die Schweizer Mannschaft konnte diese Runde gewinnen. Die Gastgeber kamen nur auf den 6. Platz. |
| 2     | I    | Castelfidardo  | 67     | Am 18. Juli 1992 fand in Alfortville statt. Georges Beller und Daniela Lumbroso führten durch die Spiele zu Thema: Die Fabeln von La Fontaine. Die Schweizer Mannschaft konnte diese Runde gewinnen. Die Gastgeber kamen nur auf den 6. Platz. |
| 3     | P    | Santarém       | 57     | Am 18. Juli 1992 fand in Alfortville statt. Georges Beller und Daniela Lumbroso führten durch die Spiele zu Thema: Die Fabeln von La Fontaine. Die Schweizer Mannschaft konnte diese Runde gewinnen. Die Gastgeber kamen nur auf den 6. Platz. |
| 4     | GB   | Wrexham        | 54     | Am 18. Juli 1992 fand in Alfortville statt. Georges Beller und Daniela Lumbroso führten durch die Spiele zu Thema: Die Fabeln von La Fontaine. Die Schweizer Mannschaft konnte diese Runde gewinnen. Die Gastgeber kamen nur auf den 6. Platz. |
| 5     | CZ   | Sokolov        | 43     | Am 18. Juli 1992 fand in Alfortville statt. Georges Beller und Daniela Lumbroso führten durch die Spiele zu Thema: Die Fabeln von La Fontaine. Die Schweizer Mannschaft konnte diese Runde gewinnen. Die Gastgeber kamen nur auf den 6. Platz. |
| 6     | F    | Alfortville    | 39     | Am 18. Juli 1992 fand in Alfortville statt. Georges Beller und Daniela Lumbroso führten durch die Spiele zu Thema: Die Fabeln von La Fontaine. Die Schweizer Mannschaft konnte diese Runde gewinnen. Die Gastgeber kamen nur auf den 6. Platz. |
| 7     | E    | Ciudad Rodrigo | 38     | Am 18. Juli 1992 fand in Alfortville statt. Georges Beller und Daniela Lumbroso führten durch die Spiele zu Thema: Die Fabeln von La Fontaine. Die Schweizer Mannschaft konnte diese Runde gewinnen. Die Gastgeber kamen nur auf den 6. Platz. |
| 8     | TU   | Sousse         | 32     | Am 18. Juli 1992 fand in Alfortville statt. Georges Beller und Daniela Lumbroso führten durch die Spiele zu Thema: Die Fabeln von La Fontaine. Die Schweizer Mannschaft konnte diese Runde gewinnen. Die Gastgeber kamen nur auf den 6. Platz. |

## 4. Runde Třebíč, Tschechoslowakei
| Platz | Land | Stadt           | Punkte | Bemerkung |
| ----- | ---- | --------------- | ------ | --- |
| 1     | CZ   | Třebíč          | 75     | Am 25. Juli 1992 fand in Třebíč die 4. Runde statt. Martina Adamcova und Pavel Zedníček moderierten diese Ausgabe zum Thema: Ein launischer Sommer in den 30er Jahren. Die Gastgeber haben dieses Turnier gewonnen und sich auch die Teilnahme am Finalturnier gesichert. |
| 2     | I    | Carpenedolo     | 60     | Am 25. Juli 1992 fand in Třebíč die 4. Runde statt. Martina Adamcova und Pavel Zedníček moderierten diese Ausgabe zum Thema: Ein launischer Sommer in den 30er Jahren. Die Gastgeber haben dieses Turnier gewonnen und sich auch die Teilnahme am Finalturnier gesichert. |
| 3     | E    | Cangas de Onís  | 58     | Am 25. Juli 1992 fand in Třebíč die 4. Runde statt. Martina Adamcova und Pavel Zedníček moderierten diese Ausgabe zum Thema: Ein launischer Sommer in den 30er Jahren. Die Gastgeber haben dieses Turnier gewonnen und sich auch die Teilnahme am Finalturnier gesichert. |
| 4     | CH   | Martigny        | 53     | Am 25. Juli 1992 fand in Třebíč die 4. Runde statt. Martina Adamcova und Pavel Zedníček moderierten diese Ausgabe zum Thema: Ein launischer Sommer in den 30er Jahren. Die Gastgeber haben dieses Turnier gewonnen und sich auch die Teilnahme am Finalturnier gesichert. |
| 5     | P    | Moura           | 46     | Am 25. Juli 1992 fand in Třebíč die 4. Runde statt. Martina Adamcova und Pavel Zedníček moderierten diese Ausgabe zum Thema: Ein launischer Sommer in den 30er Jahren. Die Gastgeber haben dieses Turnier gewonnen und sich auch die Teilnahme am Finalturnier gesichert. |
| 6     | F    | Bourg-en-Bresse | 45     | Am 25. Juli 1992 fand in Třebíč die 4. Runde statt. Martina Adamcova und Pavel Zedníček moderierten diese Ausgabe zum Thema: Ein launischer Sommer in den 30er Jahren. Die Gastgeber haben dieses Turnier gewonnen und sich auch die Teilnahme am Finalturnier gesichert. |
| 7     | GB   | Newtown         | 38     | Am 25. Juli 1992 fand in Třebíč die 4. Runde statt. Martina Adamcova und Pavel Zedníček moderierten diese Ausgabe zum Thema: Ein launischer Sommer in den 30er Jahren. Die Gastgeber haben dieses Turnier gewonnen und sich auch die Teilnahme am Finalturnier gesichert. |
| 8     | TU   | Djerba          | 25     | Am 25. Juli 1992 fand in Třebíč die 4. Runde statt. Martina Adamcova und Pavel Zedníček moderierten diese Ausgabe zum Thema: Ein launischer Sommer in den 30er Jahren. Die Gastgeber haben dieses Turnier gewonnen und sich auch die Teilnahme am Finalturnier gesichert. |

## 5. Runde Swansea, Großbritannien
| Platz | Land | Stadt                  | Punkte | Bemerkung |
| ----- | ---- | ---------------------- | ------ | --- |
| 1     | I    | Breuil-Cervinia        | 61     | Am 1. August 1992 war Swansea der Gastgeber. Nia Chiswell und Iestyn Garlick führten durch die Sendung. Das Thema dieser Runde war Geschichten und Legenden aus Swansea. Die italienische und portugiesische Mannschaft teilten sich den Sieg mit 61 Punkten. Nach 1978 wurde wieder eine Mannschaft bei einem Spiel disqualifiziert und erhielt keine Punkte. Die Portugiesen haben mit dieser Nullrunde den Sieg verspielt und auch die Qualifikation für das große Finale wäre möglich gewesen. |
|       | P    | Olhão                  | 61     | Am 1. August 1992 war Swansea der Gastgeber. Nia Chiswell und Iestyn Garlick führten durch die Sendung. Das Thema dieser Runde war Geschichten und Legenden aus Swansea. Die italienische und portugiesische Mannschaft teilten sich den Sieg mit 61 Punkten. Nach 1978 wurde wieder eine Mannschaft bei einem Spiel disqualifiziert und erhielt keine Punkte. Die Portugiesen haben mit dieser Nullrunde den Sieg verspielt und auch die Qualifikation für das große Finale wäre möglich gewesen. |
| 3     | CZ   | Šternberk              | 57     | Am 1. August 1992 war Swansea der Gastgeber. Nia Chiswell und Iestyn Garlick führten durch die Sendung. Das Thema dieser Runde war Geschichten und Legenden aus Swansea. Die italienische und portugiesische Mannschaft teilten sich den Sieg mit 61 Punkten. Nach 1978 wurde wieder eine Mannschaft bei einem Spiel disqualifiziert und erhielt keine Punkte. Die Portugiesen haben mit dieser Nullrunde den Sieg verspielt und auch die Qualifikation für das große Finale wäre möglich gewesen. |
| 4     | E    | Santa Cruz de Tenerife | 54     | Am 1. August 1992 war Swansea der Gastgeber. Nia Chiswell und Iestyn Garlick führten durch die Sendung. Das Thema dieser Runde war Geschichten und Legenden aus Swansea. Die italienische und portugiesische Mannschaft teilten sich den Sieg mit 61 Punkten. Nach 1978 wurde wieder eine Mannschaft bei einem Spiel disqualifiziert und erhielt keine Punkte. Die Portugiesen haben mit dieser Nullrunde den Sieg verspielt und auch die Qualifikation für das große Finale wäre möglich gewesen. |
| 5     | GB   | Swansea                | 48     | Am 1. August 1992 war Swansea der Gastgeber. Nia Chiswell und Iestyn Garlick führten durch die Sendung. Das Thema dieser Runde war Geschichten und Legenden aus Swansea. Die italienische und portugiesische Mannschaft teilten sich den Sieg mit 61 Punkten. Nach 1978 wurde wieder eine Mannschaft bei einem Spiel disqualifiziert und erhielt keine Punkte. Die Portugiesen haben mit dieser Nullrunde den Sieg verspielt und auch die Qualifikation für das große Finale wäre möglich gewesen. |
| 6     | CH   | Coppet                 | 45     | Am 1. August 1992 war Swansea der Gastgeber. Nia Chiswell und Iestyn Garlick führten durch die Sendung. Das Thema dieser Runde war Geschichten und Legenden aus Swansea. Die italienische und portugiesische Mannschaft teilten sich den Sieg mit 61 Punkten. Nach 1978 wurde wieder eine Mannschaft bei einem Spiel disqualifiziert und erhielt keine Punkte. Die Portugiesen haben mit dieser Nullrunde den Sieg verspielt und auch die Qualifikation für das große Finale wäre möglich gewesen. |
| 7     | TU   | Hammamet               | 42     | Am 1. August 1992 war Swansea der Gastgeber. Nia Chiswell und Iestyn Garlick führten durch die Sendung. Das Thema dieser Runde war Geschichten und Legenden aus Swansea. Die italienische und portugiesische Mannschaft teilten sich den Sieg mit 61 Punkten. Nach 1978 wurde wieder eine Mannschaft bei einem Spiel disqualifiziert und erhielt keine Punkte. Die Portugiesen haben mit dieser Nullrunde den Sieg verspielt und auch die Qualifikation für das große Finale wäre möglich gewesen. |
| 8     | F    | La Ciotat              | 30     | Am 1. August 1992 war Swansea der Gastgeber. Nia Chiswell und Iestyn Garlick führten durch die Sendung. Das Thema dieser Runde war Geschichten und Legenden aus Swansea. Die italienische und portugiesische Mannschaft teilten sich den Sieg mit 61 Punkten. Nach 1978 wurde wieder eine Mannschaft bei einem Spiel disqualifiziert und erhielt keine Punkte. Die Portugiesen haben mit dieser Nullrunde den Sieg verspielt und auch die Qualifikation für das große Finale wäre möglich gewesen. |

## 6. Runde Casale Monferrato, Italien
| Platz | Land | Stadt             | Punkte | Bemerkung |
| ----- | ---- | ----------------- | ------ | --- |
| 1     | P    | Felgueiras        | 65     | Am 15. August 1992 war Casale Monferrato wieder Gastgeber, wie schon bei der ersten Runde. Ettore Andenna und Maria Teresa Ruta begleiteten die Sendung zum Thema Malerei und ihre Maler. Felgueiras aus Portugal gewann diese Runde. Dahinter war es knapp. Es gab drei Mannschaften auf dem dritten Platz mit 58 Punkten. Der Zweite Tourcoing hatte 59. |
| 2     | F    | Tourcoing         | 59     | Am 15. August 1992 war Casale Monferrato wieder Gastgeber, wie schon bei der ersten Runde. Ettore Andenna und Maria Teresa Ruta begleiteten die Sendung zum Thema Malerei und ihre Maler. Felgueiras aus Portugal gewann diese Runde. Dahinter war es knapp. Es gab drei Mannschaften auf dem dritten Platz mit 58 Punkten. Der Zweite Tourcoing hatte 59. |
| 3     | CH   | Jura              | 58     | Am 15. August 1992 war Casale Monferrato wieder Gastgeber, wie schon bei der ersten Runde. Ettore Andenna und Maria Teresa Ruta begleiteten die Sendung zum Thema Malerei und ihre Maler. Felgueiras aus Portugal gewann diese Runde. Dahinter war es knapp. Es gab drei Mannschaften auf dem dritten Platz mit 58 Punkten. Der Zweite Tourcoing hatte 59. |
|       | CZ   | Rýmařov           | 58     | Am 15. August 1992 war Casale Monferrato wieder Gastgeber, wie schon bei der ersten Runde. Ettore Andenna und Maria Teresa Ruta begleiteten die Sendung zum Thema Malerei und ihre Maler. Felgueiras aus Portugal gewann diese Runde. Dahinter war es knapp. Es gab drei Mannschaften auf dem dritten Platz mit 58 Punkten. Der Zweite Tourcoing hatte 59. |
|       | I    | Casale Monferrato | 58     | Am 15. August 1992 war Casale Monferrato wieder Gastgeber, wie schon bei der ersten Runde. Ettore Andenna und Maria Teresa Ruta begleiteten die Sendung zum Thema Malerei und ihre Maler. Felgueiras aus Portugal gewann diese Runde. Dahinter war es knapp. Es gab drei Mannschaften auf dem dritten Platz mit 58 Punkten. Der Zweite Tourcoing hatte 59. |
| 6     | E    | Calatayud         | 51     | Am 15. August 1992 war Casale Monferrato wieder Gastgeber, wie schon bei der ersten Runde. Ettore Andenna und Maria Teresa Ruta begleiteten die Sendung zum Thema Malerei und ihre Maler. Felgueiras aus Portugal gewann diese Runde. Dahinter war es knapp. Es gab drei Mannschaften auf dem dritten Platz mit 58 Punkten. Der Zweite Tourcoing hatte 59. |
| 7     | GB   | Rhuddlan          | 40     | Am 15. August 1992 war Casale Monferrato wieder Gastgeber, wie schon bei der ersten Runde. Ettore Andenna und Maria Teresa Ruta begleiteten die Sendung zum Thema Malerei und ihre Maler. Felgueiras aus Portugal gewann diese Runde. Dahinter war es knapp. Es gab drei Mannschaften auf dem dritten Platz mit 58 Punkten. Der Zweite Tourcoing hatte 59. |
| 8     | TU   | Tabarka           | 14     | Am 15. August 1992 war Casale Monferrato wieder Gastgeber, wie schon bei der ersten Runde. Ettore Andenna und Maria Teresa Ruta begleiteten die Sendung zum Thema Malerei und ihre Maler. Felgueiras aus Portugal gewann diese Runde. Dahinter war es knapp. Es gab drei Mannschaften auf dem dritten Platz mit 58 Punkten. Der Zweite Tourcoing hatte 59. |

## 7. Runde Lissabon, Portugal
| Platz | Land | Stadt      | Punkte | Bemerkung |
| ----- | ---- | ---------- | ------ | --- |
| 1     | P    | Lissabon   | 81     | Am 22. August 1992 war die siebte Austragung wieder in Lissabon, wie schon bei der zweiten Runde. Auch Eládio Clímaco und Ana do Carmo begleiteten den Wettkampf zu Thema Geschichten und Legenden aus Lissabon. Die Mannschaft aus Lissabon hat auch gewonnen. Von 88 möglichen Punkten erreichten sie 81. Mit sehr großen Abstand folgten die anderen Mannschaften. Letzter wieder die Truppe aus Tunesien. |
| 2     | CH   | Carouge    | 53     | Am 22. August 1992 war die siebte Austragung wieder in Lissabon, wie schon bei der zweiten Runde. Auch Eládio Clímaco und Ana do Carmo begleiteten den Wettkampf zu Thema Geschichten und Legenden aus Lissabon. Die Mannschaft aus Lissabon hat auch gewonnen. Von 88 möglichen Punkten erreichten sie 81. Mit sehr großen Abstand folgten die anderen Mannschaften. Letzter wieder die Truppe aus Tunesien. |
|       | GB   | Carnarvon  | 53     | Am 22. August 1992 war die siebte Austragung wieder in Lissabon, wie schon bei der zweiten Runde. Auch Eládio Clímaco und Ana do Carmo begleiteten den Wettkampf zu Thema Geschichten und Legenden aus Lissabon. Die Mannschaft aus Lissabon hat auch gewonnen. Von 88 möglichen Punkten erreichten sie 81. Mit sehr großen Abstand folgten die anderen Mannschaften. Letzter wieder die Truppe aus Tunesien. |
| 4     | F    | Sallanches | 48     | Am 22. August 1992 war die siebte Austragung wieder in Lissabon, wie schon bei der zweiten Runde. Auch Eládio Clímaco und Ana do Carmo begleiteten den Wettkampf zu Thema Geschichten und Legenden aus Lissabon. Die Mannschaft aus Lissabon hat auch gewonnen. Von 88 möglichen Punkten erreichten sie 81. Mit sehr großen Abstand folgten die anderen Mannschaften. Letzter wieder die Truppe aus Tunesien. |
| 5     | I    | Paestum    | 45     | Am 22. August 1992 war die siebte Austragung wieder in Lissabon, wie schon bei der zweiten Runde. Auch Eládio Clímaco und Ana do Carmo begleiteten den Wettkampf zu Thema Geschichten und Legenden aus Lissabon. Die Mannschaft aus Lissabon hat auch gewonnen. Von 88 möglichen Punkten erreichten sie 81. Mit sehr großen Abstand folgten die anderen Mannschaften. Letzter wieder die Truppe aus Tunesien. |
| 6     | CZ   | Tábor      | 44     | Am 22. August 1992 war die siebte Austragung wieder in Lissabon, wie schon bei der zweiten Runde. Auch Eládio Clímaco und Ana do Carmo begleiteten den Wettkampf zu Thema Geschichten und Legenden aus Lissabon. Die Mannschaft aus Lissabon hat auch gewonnen. Von 88 möglichen Punkten erreichten sie 81. Mit sehr großen Abstand folgten die anderen Mannschaften. Letzter wieder die Truppe aus Tunesien. |
|       | E    | Ibiza      | 44     | Am 22. August 1992 war die siebte Austragung wieder in Lissabon, wie schon bei der zweiten Runde. Auch Eládio Clímaco und Ana do Carmo begleiteten den Wettkampf zu Thema Geschichten und Legenden aus Lissabon. Die Mannschaft aus Lissabon hat auch gewonnen. Von 88 möglichen Punkten erreichten sie 81. Mit sehr großen Abstand folgten die anderen Mannschaften. Letzter wieder die Truppe aus Tunesien. |
| 8     | TU   | Karthago   | 30     | Am 22. August 1992 war die siebte Austragung wieder in Lissabon, wie schon bei der zweiten Runde. Auch Eládio Clímaco und Ana do Carmo begleiteten den Wettkampf zu Thema Geschichten und Legenden aus Lissabon. Die Mannschaft aus Lissabon hat auch gewonnen. Von 88 möglichen Punkten erreichten sie 81. Mit sehr großen Abstand folgten die anderen Mannschaften. Letzter wieder die Truppe aus Tunesien. |

## 8. Runde Alfortville, Paris, Frankreich
| Platz | Land | Stadt       | Punkte | Bemerkung |
| ----- | ---- | ----------- | ------ | --- |
| 1     | GB   | Cwm Mawr    | 62     | Am 28. August 1992 fand die achte Austragung in Alfortville statt. Georges Beller und Daniela Lumbroso präsentierten den Wettkampf zu Thema Geschichten aus Tausend und einer Nacht. Die Mannschaft aus Wales gewann knapp vor der Schweizer Delegation. |
| 2     | CH   | Romont      | 58     | Am 28. August 1992 fand die achte Austragung in Alfortville statt. Georges Beller und Daniela Lumbroso präsentierten den Wettkampf zu Thema Geschichten aus Tausend und einer Nacht. Die Mannschaft aus Wales gewann knapp vor der Schweizer Delegation. |
|       | E    | Torrevieja  | 58     | Am 28. August 1992 fand die achte Austragung in Alfortville statt. Georges Beller und Daniela Lumbroso präsentierten den Wettkampf zu Thema Geschichten aus Tausend und einer Nacht. Die Mannschaft aus Wales gewann knapp vor der Schweizer Delegation. |
| 4     | CZ   | Chrudim     | 56     | Am 28. August 1992 fand die achte Austragung in Alfortville statt. Georges Beller und Daniela Lumbroso präsentierten den Wettkampf zu Thema Geschichten aus Tausend und einer Nacht. Die Mannschaft aus Wales gewann knapp vor der Schweizer Delegation. |
|       | P    | Maia        | 56     | Am 28. August 1992 fand die achte Austragung in Alfortville statt. Georges Beller und Daniela Lumbroso präsentierten den Wettkampf zu Thema Geschichten aus Tausend und einer Nacht. Die Mannschaft aus Wales gewann knapp vor der Schweizer Delegation. |
| 6     | I    | Langhirano  | 47     | Am 28. August 1992 fand die achte Austragung in Alfortville statt. Georges Beller und Daniela Lumbroso präsentierten den Wettkampf zu Thema Geschichten aus Tausend und einer Nacht. Die Mannschaft aus Wales gewann knapp vor der Schweizer Delegation. |
| 7     | F    | Alfortville | 31     | Am 28. August 1992 fand die achte Austragung in Alfortville statt. Georges Beller und Daniela Lumbroso präsentierten den Wettkampf zu Thema Geschichten aus Tausend und einer Nacht. Die Mannschaft aus Wales gewann knapp vor der Schweizer Delegation. |
| 8     | TU   | Sfax        | 30     | Am 28. August 1992 fand die achte Austragung in Alfortville statt. Georges Beller und Daniela Lumbroso präsentierten den Wettkampf zu Thema Geschichten aus Tausend und einer Nacht. Die Mannschaft aus Wales gewann knapp vor der Schweizer Delegation. |

## 9. Runde Rožnov pod Radhoštěm, Tschechoslowakei
| Platz | Land | Stadt                | Punkte | Bemerkung |
| ----- | ---- | -------------------- | ------ | --- |
| 1     | P    | Aveiro               | 60     | Die vorletzte Runde fand in der Tschechoslowakei am 5. September 1992 statt. Im Freilichtmuseum Rožnov pod Radhoštěm konnte sich die Mannschaft aus Aveiro als Sieger feiern lassen. Mit dem 2. Platz von Nabeul, holte Tunesien seine beste Platzierung ab. Konnte aber von einem Schiedsrichterfehler profitieren, die einen Regelverstoß nicht bemerkten. |
| 2     | TU   | Nabeul               | 54     | Die vorletzte Runde fand in der Tschechoslowakei am 5. September 1992 statt. Im Freilichtmuseum Rožnov pod Radhoštěm konnte sich die Mannschaft aus Aveiro als Sieger feiern lassen. Mit dem 2. Platz von Nabeul, holte Tunesien seine beste Platzierung ab. Konnte aber von einem Schiedsrichterfehler profitieren, die einen Regelverstoß nicht bemerkten. |
| 3     | CZ   | Rožnov pod Radhoštěm | 53     | Die vorletzte Runde fand in der Tschechoslowakei am 5. September 1992 statt. Im Freilichtmuseum Rožnov pod Radhoštěm konnte sich die Mannschaft aus Aveiro als Sieger feiern lassen. Mit dem 2. Platz von Nabeul, holte Tunesien seine beste Platzierung ab. Konnte aber von einem Schiedsrichterfehler profitieren, die einen Regelverstoß nicht bemerkten. |
| 4     | I    | San Pellegrino Terme | 51     | Die vorletzte Runde fand in der Tschechoslowakei am 5. September 1992 statt. Im Freilichtmuseum Rožnov pod Radhoštěm konnte sich die Mannschaft aus Aveiro als Sieger feiern lassen. Mit dem 2. Platz von Nabeul, holte Tunesien seine beste Platzierung ab. Konnte aber von einem Schiedsrichterfehler profitieren, die einen Regelverstoß nicht bemerkten. |
| 5     | E    | Córdoba              | 50     | Die vorletzte Runde fand in der Tschechoslowakei am 5. September 1992 statt. Im Freilichtmuseum Rožnov pod Radhoštěm konnte sich die Mannschaft aus Aveiro als Sieger feiern lassen. Mit dem 2. Platz von Nabeul, holte Tunesien seine beste Platzierung ab. Konnte aber von einem Schiedsrichterfehler profitieren, die einen Regelverstoß nicht bemerkten. |
| 6     | GB   | Cardiff              | 49     | Die vorletzte Runde fand in der Tschechoslowakei am 5. September 1992 statt. Im Freilichtmuseum Rožnov pod Radhoštěm konnte sich die Mannschaft aus Aveiro als Sieger feiern lassen. Mit dem 2. Platz von Nabeul, holte Tunesien seine beste Platzierung ab. Konnte aber von einem Schiedsrichterfehler profitieren, die einen Regelverstoß nicht bemerkten. |
| 7     | CH   | La Neuveville-Nods   | 41     | Die vorletzte Runde fand in der Tschechoslowakei am 5. September 1992 statt. Im Freilichtmuseum Rožnov pod Radhoštěm konnte sich die Mannschaft aus Aveiro als Sieger feiern lassen. Mit dem 2. Platz von Nabeul, holte Tunesien seine beste Platzierung ab. Konnte aber von einem Schiedsrichterfehler profitieren, die einen Regelverstoß nicht bemerkten. |
|       | F    | Strasbourg           | 41     | Die vorletzte Runde fand in der Tschechoslowakei am 5. September 1992 statt. Im Freilichtmuseum Rožnov pod Radhoštěm konnte sich die Mannschaft aus Aveiro als Sieger feiern lassen. Mit dem 2. Platz von Nabeul, holte Tunesien seine beste Platzierung ab. Konnte aber von einem Schiedsrichterfehler profitieren, die einen Regelverstoß nicht bemerkten. |

## 10. Runde Swansea, Großbritannien
| Platz | Land | Stadt              | Punkte | Bemerkung |
| ----- | ---- | ------------------ | ------ | --- |
| 1     | E    | Palma de Mallorca  | 64     | Am 19. September 1992 fand die 10. und letzte Vorrunde zum zweiten Mal in Swansea statt. Nia Chiswell und Iestyn Garlick begleiteten auch wieder diese Sendung zu Thema: Die großen Erfindungen. Palma ging als klarer Sieger vom Platz und konnte sich noch für das Finale auf den Azoren qualifizieren. |
| 2     | CZ   | Jablonec nad Nisou | 53     | Am 19. September 1992 fand die 10. und letzte Vorrunde zum zweiten Mal in Swansea statt. Nia Chiswell und Iestyn Garlick begleiteten auch wieder diese Sendung zu Thema: Die großen Erfindungen. Palma ging als klarer Sieger vom Platz und konnte sich noch für das Finale auf den Azoren qualifizieren. |
| 3     | P    | Peso da Régua      | 52     | Am 19. September 1992 fand die 10. und letzte Vorrunde zum zweiten Mal in Swansea statt. Nia Chiswell und Iestyn Garlick begleiteten auch wieder diese Sendung zu Thema: Die großen Erfindungen. Palma ging als klarer Sieger vom Platz und konnte sich noch für das Finale auf den Azoren qualifizieren. |
| 4     | CH   | Charmey            | 49     | Am 19. September 1992 fand die 10. und letzte Vorrunde zum zweiten Mal in Swansea statt. Nia Chiswell und Iestyn Garlick begleiteten auch wieder diese Sendung zu Thema: Die großen Erfindungen. Palma ging als klarer Sieger vom Platz und konnte sich noch für das Finale auf den Azoren qualifizieren. |
|       | I    | Vigevano           | 49     | Am 19. September 1992 fand die 10. und letzte Vorrunde zum zweiten Mal in Swansea statt. Nia Chiswell und Iestyn Garlick begleiteten auch wieder diese Sendung zu Thema: Die großen Erfindungen. Palma ging als klarer Sieger vom Platz und konnte sich noch für das Finale auf den Azoren qualifizieren. |
| 6     | F    | Pertuis            | 45     | Am 19. September 1992 fand die 10. und letzte Vorrunde zum zweiten Mal in Swansea statt. Nia Chiswell und Iestyn Garlick begleiteten auch wieder diese Sendung zu Thema: Die großen Erfindungen. Palma ging als klarer Sieger vom Platz und konnte sich noch für das Finale auf den Azoren qualifizieren. |
|       | TU   | Monastir           | 45     | Am 19. September 1992 fand die 10. und letzte Vorrunde zum zweiten Mal in Swansea statt. Nia Chiswell und Iestyn Garlick begleiteten auch wieder diese Sendung zu Thema: Die großen Erfindungen. Palma ging als klarer Sieger vom Platz und konnte sich noch für das Finale auf den Azoren qualifizieren. |
| 8     | GB   | Swansea            | 42     | Am 19. September 1992 fand die 10. und letzte Vorrunde zum zweiten Mal in Swansea statt. Nia Chiswell und Iestyn Garlick begleiteten auch wieder diese Sendung zu Thema: Die großen Erfindungen. Palma ging als klarer Sieger vom Platz und konnte sich noch für das Finale auf den Azoren qualifizieren. |

## Finale
Das Finale fand in Ponta Delgada auf den Azoren statt. Folgende Mannschaften haben sich für das Finale qualifiziert:
| Land | Stadt             | Platzierung | Punkte |
| ---- | ----------------- | ----------- | ------ |
| P    | Lissabon          | 1           | 81     |
| CZ   | Třebíč            | 1           | 75     |
| CH   | La Côte           | 1           | 72     |
| F    | Le Havre          | 1           | 66     |
| E    | Palma de Mallorca | 1           | 64     |
| GB   | Cwm Mawr          | 1           | 62     |
| I    | Breuil-Cervinia   | 1           | 61     |
| TU   | Nabeul            | 2           | 54     |

| Platz | Land | Stadt             | Punkte | Bemerkung |
| ----- | ---- | ----------------- | ------ | --- |
| 1     | CZ   | Třebíč            | 64     | Am 24. September 1992 fand das Finale auf den Azoren statt. Als Moderatoren führten Eládio Clímaco, Ana do Carmo und Conceição Cabral durch die Runde. Das Thema: Die Azoren, Vergangenheit und Gegenwart. Bei ihrer ersten Teilnahme von Spiel ohne Grenzen konnte die Tschechoslowakei den Sieger stellen. Portugal und Italien teilten sich den zweiten Platz. Tunesien war wieder auf dem letzten Platz zu finden. |
| 2     | I    | Breuil-Cervinia   | 57     | Am 24. September 1992 fand das Finale auf den Azoren statt. Als Moderatoren führten Eládio Clímaco, Ana do Carmo und Conceição Cabral durch die Runde. Das Thema: Die Azoren, Vergangenheit und Gegenwart. Bei ihrer ersten Teilnahme von Spiel ohne Grenzen konnte die Tschechoslowakei den Sieger stellen. Portugal und Italien teilten sich den zweiten Platz. Tunesien war wieder auf dem letzten Platz zu finden. |
|       | P    | Lissabon          | 57     | Am 24. September 1992 fand das Finale auf den Azoren statt. Als Moderatoren führten Eládio Clímaco, Ana do Carmo und Conceição Cabral durch die Runde. Das Thema: Die Azoren, Vergangenheit und Gegenwart. Bei ihrer ersten Teilnahme von Spiel ohne Grenzen konnte die Tschechoslowakei den Sieger stellen. Portugal und Italien teilten sich den zweiten Platz. Tunesien war wieder auf dem letzten Platz zu finden. |
| 4     | CH   | La Côte           | 49     | Am 24. September 1992 fand das Finale auf den Azoren statt. Als Moderatoren führten Eládio Clímaco, Ana do Carmo und Conceição Cabral durch die Runde. Das Thema: Die Azoren, Vergangenheit und Gegenwart. Bei ihrer ersten Teilnahme von Spiel ohne Grenzen konnte die Tschechoslowakei den Sieger stellen. Portugal und Italien teilten sich den zweiten Platz. Tunesien war wieder auf dem letzten Platz zu finden. |
|       | F    | Le Havre          | 49     | Am 24. September 1992 fand das Finale auf den Azoren statt. Als Moderatoren führten Eládio Clímaco, Ana do Carmo und Conceição Cabral durch die Runde. Das Thema: Die Azoren, Vergangenheit und Gegenwart. Bei ihrer ersten Teilnahme von Spiel ohne Grenzen konnte die Tschechoslowakei den Sieger stellen. Portugal und Italien teilten sich den zweiten Platz. Tunesien war wieder auf dem letzten Platz zu finden. |
| 6     | E    | Palma de Mallorca | 47     | Am 24. September 1992 fand das Finale auf den Azoren statt. Als Moderatoren führten Eládio Clímaco, Ana do Carmo und Conceição Cabral durch die Runde. Das Thema: Die Azoren, Vergangenheit und Gegenwart. Bei ihrer ersten Teilnahme von Spiel ohne Grenzen konnte die Tschechoslowakei den Sieger stellen. Portugal und Italien teilten sich den zweiten Platz. Tunesien war wieder auf dem letzten Platz zu finden. |
| 7     | GB   | Cwm Mawr          | 40     | Am 24. September 1992 fand das Finale auf den Azoren statt. Als Moderatoren führten Eládio Clímaco, Ana do Carmo und Conceição Cabral durch die Runde. Das Thema: Die Azoren, Vergangenheit und Gegenwart. Bei ihrer ersten Teilnahme von Spiel ohne Grenzen konnte die Tschechoslowakei den Sieger stellen. Portugal und Italien teilten sich den zweiten Platz. Tunesien war wieder auf dem letzten Platz zu finden. |
| 8     | TU   | Nabeul            | 34     | Am 24. September 1992 fand das Finale auf den Azoren statt. Als Moderatoren führten Eládio Clímaco, Ana do Carmo und Conceição Cabral durch die Runde. Das Thema: Die Azoren, Vergangenheit und Gegenwart. Bei ihrer ersten Teilnahme von Spiel ohne Grenzen konnte die Tschechoslowakei den Sieger stellen. Portugal und Italien teilten sich den zweiten Platz. Tunesien war wieder auf dem letzten Platz zu finden. |

Im gesamten Jahr 1992 haben die Portugiesen 4 Siege erreicht (Einer zusammen mit Italien), und im gesamten 8 Podestplätze. Zwei Siege für die Tschechoslowakei, dazu kam der Sieg beim Finale. In allen Spielen zusammen konnte Portugal 21 Spiele gewinnen, die Tschechen und Italiener je 18. Die Schweiz holte sich 15 Siege, Tunesien nur 4. Die Afrikaner haben nur einmal mit einem 2. Platz überzeugt, sonst Letzter oder zweitletzter.
| # | Land                            | Gold | Silber | Bronze | Gesamtpunktzahl |
| - | ------------------------------- | ---- | ------ | ------ | --------------- |
| 1 | Portugal                        | 4    | 3      | 1      | 641             |
| 2 | Tschechien                      | 3    | 1      | 3      | 612             |
| 3 | Italien                         | 1    | 3      | 2      | 600             |
| 4 | Schweiz                         | 1    | 3      | 1      | 586             |
| 5 | Spanien                         | 1    | 1      | 1      | 570             |
| 6 | Frankreich                      | 1    | 2      | 0      | 513             |
| 7 | Wales ( Vereinigtes Königreich) | 1    | 1      | 0      | 507             |
| 8 | Tunesien                        | 0    | 1      | 0      | 342             |

## Einzelnachweis
1. ↑  Ergebnisse 1992